# Don Bosco (Chubut)
Pour les articles homonymes, voir Don Bosco (homonymie) et Kilómetro 8.
Don Bosco, également appelée Kilómetro 8 ou simplement Ocho pour les dernières générations, est un quartier de Comodoro Rivadavia, situé dans le département d'Escalante, province de Chubut, en Argentine. En raison de sa séparation de Kilómetro 8 du centre ville, il est traité comme une localité, différente des autres quartiers de la ville.

## Démographie
Avec 2 815 habitants (Indec, 2001), la localité fait partie de l'agglomération de Comodoro Rivadavia - Rada Tilly.

## Urbanisme
C'est un quartier situé dans la zone nord de Comodoro Rivadavia, destiné aux activités liées aux hydrocarbures et à la fabrication de ciment avec l'entreprise Petroquímica Comodoro Rivadavia. Il est situé sur la route provinciale no 1. Kilómetro 8 est plus qu'un simple quartier, étant donné qu'à l'intérieur de celui-ci il y a plusieurs micro-quartiers qui sont unis dans la masse populairement connue sous le nom de km 8. De tous ces petits quartiers, celui qui se distingue le plus est Don Bosco.
Son expansion l'amène à laisser les quartiers de Restinga Alí avec lequel il est limitrophe à l'est et de Próspero Palazzo avec lequel il est limitrophe à l'ouest, presque agglomérés. Étant presque attaché à ces quartiers, surtout au premier avec lequel il est à un demi-kilomètre et leur union est inévitable à court terme. Bien qu'il garde plus de distance avec les quartiers de Cuarteles au nord et au sud, il borde Presidente Ortiz.